# Aegnor
Aegnor es un personaje ficticio que pertenece al legendarium creado por el escritor británico J. R. R. Tolkien y que aparece en su novela póstuma El Silmarillion. Es un elfo, príncipe del clan Noldor e hijo de Finarfin.

## Historia
No se quedó en Valinor con su padre sino que siguió a su hermano Finrod a la Tierra Media porque se juramentó con Fëanor en contra de Melkor. Allí fue vasallo de Finrod y señor del feudo de Dorthonion junto a su hermano Angrod. En las colinas de Dorthonion conoció a Andreth, una humana perteneciente a la casa de Beor, con quien tuvo un romance. Pero eran tiempos de guerra y en esos días los eldar no se casan ni engendran niños, sino que se preparan para la muerte o la huida. Aegnor no confiaba en que el asedio a Angband durara mucho. Si su corazón mandara, habría deseado huir lejos junto a Andreth, al este o al sur, abandonando a su gente, pero el amor y la lealtad le contuvieron. Por amor a Andreth nunca tomaría la mano de ninguna novia de su propia raza, sino que vivirá solo hasta el final, recordando la mañana en las colinas de Dorthonion. Murió en la Dagor Bragollach.

## Etimología
El nombre significa «fuego caído» y es una adaptación al sindarin de su nombre en quenya, que era Aikanár o Aikanáro («fuego fiero»). Era en parte un nombre profético, pues fue renombrado como uno de los guerreros más valientes, enormemente temido por los orcos: en la ira o en el combate la luz de sus ojos parecía una llama, aunque por lo demás era un espíritu generoso y noble. Pero en los primeros días de su juventud podía observarse aquella luz ardiente, y tenía unos cabellos poco comunes, dorados como los de sus hermanos y su hermana, pero fuertes y duros, que le salían de la cabeza como llamas.